# Eristalinus
Eristalinus is een vliegengeslacht uit de familie van de zweefvliegen (Syrphidae).

## Soorten
- E. megacephalus (Rossi, 1794)
- E. taeniops (Wiedemann, 1818)